# メガプルーム
メガプルームは、大西洋中央山脈列や太平洋にある海底火山列の同時噴火現象。SOSUSにより音響的に確認されているものの実際の姿を見たものはいない。プレートテクトニクスの解明に繋がる重要な海洋学上の研究課題である。